# Kakerlakenpoker
Kakerlakenpoker ist ein Karten- und Bluffspiel von Jacques Zeimet, das 2004 bei Drei Magier Spiele erschienen ist. Im gleichen Jahr wurde das Spiel in die Empfehlungsliste der Jury zum Spiel des Jahres 2004 aufgenommen und errang den dritten Platz im À-la-carte-Kartenspielpreis, weitere Preise folgten. Im Jahr 2012 erschien das Nachfolgespiel Kakerlakenpoker Royal.

## Spielweise
Bei dem Spiel Kakerlakenpoker geht es darum, dass sich die Spieler gegenseitig Karten zuschieben und zugleich verhindern müssen, zu viele Karten desselben Typs zu bekommen. Bei den Motiven handelt es sich dabei um „Tiere, die keiner mag“. Das Spielmaterial besteht aus einem Kartendeck mit insgesamt 64 Karten mit jeweils acht Motiven (Kakerlake, Fledermaus, Fliege, Kröte, Ratte, Skorpion, Spinne und Stinkwanze) in je acht Farben.

### Spielablauf
Zum Beginn des Spiels werden alle Karten gemischt und gleichmäßig an die Mitspieler verteilt, wobei unwichtig ist, ob am Ende einzelne Spieler eine Karte mehr als andere haben.
Das Spiel beginnt beim Startspieler. Er wählt eine Handkarte aus, legt sie auf den Tisch und schiebt sie einem beliebigen anderen Mitspieler zu. Dabei behauptet er, dass es sich um einen spezifischen Kartentyp handelt, etwa eine Kakerlake, was jedoch nicht stimmen muss. Der Mitspieler, dem er die Karte zuschiebt, kann die Karte annehmen oder weiterschieben:
1. Nimmt er sie an, muss er vorher ansagen, ob er die Angabe glaubt oder nicht glaubt. Hat der Spieler mit der Aussage („richtig“ oder „falsch“) recht, muss der zuschiebende Spieler die Karte zurücknehmen, andernfalls muss er die Karte selbst nehmen. Die Karte wird danach offen vor dem jeweiligen Spieler ausgelegt.
2. Möchte er die Karte nicht annehmen, sondern weiterschieben, nimmt er sie kurz auf die Hand zur Betrachtung und schiebt sie dann dem nächsten frei zu bestimmenden Spieler zu, der die Karte noch nicht kennt, wieder mit der Angabe eines Kartentyps. Er kann die Angabe des ersten Spielers übernehmen oder einen neuen Typ benennen.

Die Karte kann so lange weiter verschoben werden, bis alle Spieler die Karte gesehen haben. Der letzte Spieler hat nur die Möglichkeit, die Karte anzunehmen und wie beschrieben anzugeben, ob sie „richtig“ oder „falsch“ ist. Der Spieler, der die Karte erhält, ist der Startspieler der nächsten Runde.
Das Spiel endet, wenn ein Spieler vier Karten des gleichen Typs, also ein Quartett, vor sich liegen hat, oder, wenn ein Spieler keine Handkarten mehr hat und eine Karte ausspielen muss. In beiden Fällen hat der jeweilige Spieler das Spiel verloren.

### Spiel zu zweit
Für das Spiel zu zweit werden vor dem Spiel 10 Karten aus dem gemischten Kartenstapel entnommen. Die restlichen Karten werden verteilt und der Startspieler beginnt damit, dem anderen Spieler eine Karte mit Ansage des Kartentyps zuzuschieben. Da keine weiteren Spieler vorhanden sind, muss der Spieler die Karte annehmen und ansagen, ob er die Angabe glaubt oder nicht glaubt. Hat der Spieler mit der Aussage („richtig“ oder „falsch“) recht, muss der zuschiebende Spieler die Karte zurücknehmen, andernfalls muss er die Karte selbst nehmen. Die Karte wird danach offen vor dem jeweiligen Spieler ausgelegt.
Das Spiel endet, wenn ein Spieler fünf Karten des gleichen Typs, also ein Quintett, vor sich liegen hat, oder wenn ein Spieler keine Handkarten mehr hat und eine Karte ausspielen muss. In beiden Fällen hat der jeweilige Spieler das Spiel verloren.

### Kakerlakenpoker Royal
Kakerlakenpoker Royal ist ein eigenständiges Spiel basierend auf Kakerlakenpoker, das 2012 veröffentlicht wurde. Die Spielregeln entsprechend weitgehend denen von Kakerlakenpoker, beinhalten jedoch ein paar Änderungen. Der Kartensatz besteht dabei aus 56 statt 64 Grundkarten mit je acht Karten von sieben Motiven (Kakerlake, Fledermaus, Fliege, Kröte, Ratte, Skorpion und Stinkwanze) sowie jeweils eine Royalkarte je Tierart und zwei Sonderkarten. Insgesamt sind also 66 Karten enthalten.
Nachdem alle Karten gut gemischt wurden, werden sieben Karten als Strafstapel verdeckt bereitgelegt, die oberste Karte wird aufgedeckt. Alle anderen Karten werden gleichmäßig an die Spieler verteilt, bei überzähligen Karten bekommt der Startspieler eine Karte mehr und alle restlichen Karten werden auf den Strafstapel gelegt. Wie im Basisspiel schiebt der Startspieler einem beliebigen Mitspieler eine Karte zu und behauptet einen Kartentyp, also eine der Tierarten oder „Royal“. „Royal“ bedeutet dabei, dass ein beliebiges Tier mit Krone abgebildet ist. Der Zielspieler kann dann, wie bereits im Basisspiel beschrieben, die Karte annehmen oder mit gleicher oder abweichender Ansage weitergeben und der Spieler, der die Karte am Ende erhält, wird nächster Spieler.
Den wichtigsten Unterschied zum Basisspiel stellen die Royal- und die Sonderkarten dar. Bekommt ein Spieler eine Royalkarte, egal ob als „Royal“ oder Tierart angesagt, muss er zusätzlich die oberste, offene, Karte vom Strafstapel nehmen und ebenfalls vor sich ablegen. Die Royalkarten zählen zu den entsprechenden Tierarten. Eine der Sonderkarten ist leer und immer falsch, eine ist ein Joker und bei allen Tierarten richtig. Beide werden nicht ausgelegt, wenn ein Spieler sie bekommt, sondern zu den eigenen Handkarten genommen. Stattdessen muss der Spieler, der sie bekommen hat, eine seiner Handkarten entsprechend der letzten Behauptung vor sich auslegen oder, wenn er das nicht kann, zwei beliebige andere Handkarten auslegen. Wird dabei eine Royalkarte ausgelegt, muss der Spieler zusätzlich die oberste Strafkarte nehmen und auslegen.
Wie beim Basisspiel endet das Spiel, wenn ein Spieler ein Quartett vor sich liegen hat, oder wenn ein Spieler keine Handkarten mehr hat und eine Karte ausspielen muss. In beiden Fällen hat der jeweilige Spieler das Spiel verloren.

## Ausgaben und Rezeption
Das Kartenspiel Kakerlakenpoker wurde von Jacques Zeimet entwickelt und 2004 bei Drei Magier Spiele, der Kinderspiel-Marke des Verlags Schmidt Spiele, veröffentlicht. Die Karten- und Spielgestaltung stammt von dem Spieleillustratoren Rolf Vogt. Das Spiel wurde zuerst in einer multilingualen Version auf Deutsch, Englisch, Niederländisch, Französisch, Italienisch und Koreanisch veröffentlicht. Es wurde in die Empfehlungsliste der Jury zum Spiel des Jahres 2004 aufgenommen und errang beim À-la-carte-Kartenspielpreis 2004 den dritten Platz, beim Japan Boardgame Prize 2005 wurde es auf den zweiten Platz als Bestes ausländisches Spiel für Anfänger gewählt. Zudem wurde es beim französischen As d’Or – Jeu de l’Année 2006 nominiert.
Aufgrund des Erfolges erschien das Spiel seit 2004 entweder direkt bei Drei Magier oder als Lizenzspiel bei verschiedenen Verlagen auch international in mehreren Versionen und Sprachen. 2012 erschien als Nachfolger des Spiels das Spiel Kakerlakenpoker Royal, ebenfalls unter dem Markennamen Drei Magier Spiele, das nach einer ersten multilingualen Ausgabe ebenfalls in mehrere Sprachen übersetzt und international veröffentlicht wurde. Beide Spiele tragen seit der Auflage 2016 den Hinweis darauf, dass das Spiel bereits mehr als 1 Million Mal verkauft wurde.

## Belege
1. 1 2 3 4 5  Offizielle Spielregeln (Memento des Originals vom 2. August 2016 im Internet Archive)  Info: Der Archivlink wurde automatisch eingesetzt und noch nicht geprüft. Bitte prüfe Original- und Archivlink gemäß Anleitung und entferne dann diesen Hinweis. für Kakerlakenpoker
2. 1 2 3 4  Offizielle Spielregeln (Memento des Originals vom 6. November 2012 im Internet Archive)  Info: Der Archivlink wurde automatisch eingesetzt und noch nicht geprüft. Bitte prüfe Original- und Archivlink gemäß Anleitung und entferne dann diesen Hinweis. für Kakerlakenpoker Royal
3. ↑  Versionen von Kakerlakenpoker in der Datenbank BoardGameGeek; abgerufen am 31. März 2017.
4. ↑  Versionen von Kakerlakenpoker Royal in der Datenbank BoardGameGeek; abgerufen am 31. März 2017.